# 장충준
장충준(張忠準, 1936년 10월 12일~1992년 8월 11일)은 대한민국의 정치인이다. 제12대 국회의원을 지냈다.

## 학력
- 서울흥인국민학교 졸업
- 중동중학교 졸업
- 중동고등학교 졸업
- 동국대학교 경제학 학사
- 동국대학교 대학원 수료

## 경력
- 동국대총학생회장
- 4.19회회장(4.19국가지도유공자)
- (주)금성제약대표이사
- 제12대 국회의원
- 신민당노동ㆍ청년국장ㆍ중앙당무위원회부의장
- 신한민주당창당준비위원회조직부위원장
- 국회교체위원회간사
- 평화민주당 사무차장
- 평화민주당·신민주연합당·민주당 서울특별시 지부 강동구 을 지구당위원장
- 평화민주당 서울특별시 지부 상근부위원장
- 민주당 사무부총장

## 역대 선거 결과
|  | 29.26% |

|  | 26.59% |

|  | 34.10% |